# Луди
Луди (ludi, множина від ludus — «гра», «видовище») — публічні ігри, що проводилися на благо й для розваги римського народу. Їх організовували у зв'язку з релігійними святами, іноді як головну частину цих свят, а також у межах державного культу.

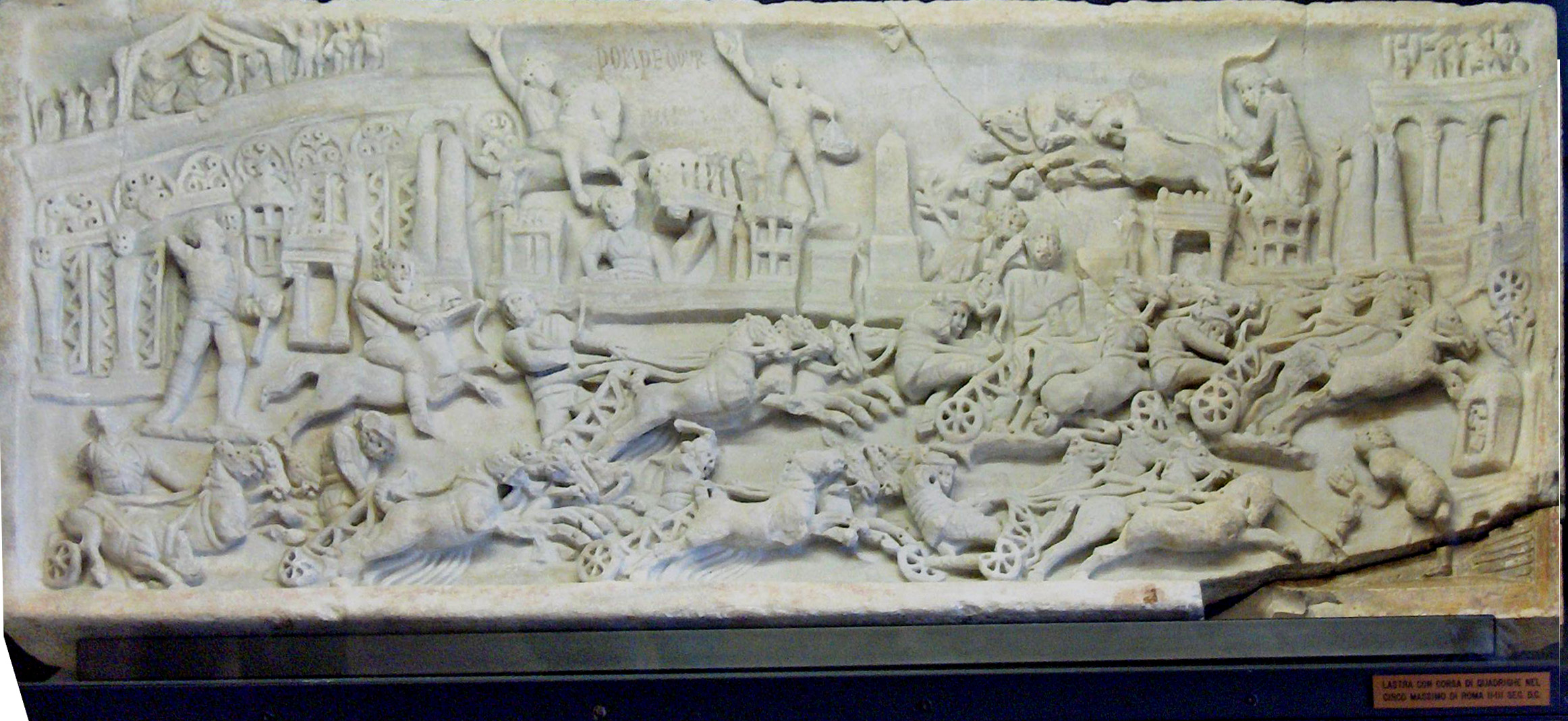
Кінні перегони, зображені на цьому рельєфі II століття, були одними з ludi, що проводилися під час римських релігійних свят

Першими ludi були кінні перегони в цирку (ludi scaenici). Згодом до свят включили покази диких тварин з уявними полюваннями (venationes) та театральні вистави (ludi scaenici). Оскільки деякі розваги не були змаганнями, термін ludi іноді перекладають як «вистави» або «шоу».
Дні проведення ludi вважалися державними святами, протягом яких заборонялося займатися справами. Зауважено, що в Імператорську добу римляни могли проводити понад 135 днів на рік на таких видовищах. Хоча з часом розважальний аспект почав домінувати, навіть у пізній античності ludi залишалися частиною культу традиційних богів, а отже, християнські авторитети забороняли віруючим брати в них участь.
Слово ludus у латинській мові означає «гра», «забава», але також вживалося в значенні школи гладіаторів. Множина ludi мала значення, подібне до грецьких свят ігор. Ісидор Севільський у пізній античності класифікував ludi як: gymnicus («атлетичні»), circensis («у цирку»), gladiatorius («гладіаторські») і scaenicus («театральні»).

## Політика та релігія
Спочатку всі ludi були обітними (ludi votivi), тобто організованими на виконання обітниці божеству. У 366 до н. е. Ludi Romani стали першими іграми, які внесли до релігійного календаря як щорічний захід, що спонсорувався державою.
Циркові ігри передувалися парадом (pompa circensis), у якому брали участь учасники, юнаки вершники з римської знаті, озброєні танцівники, музиканти, хор сатирів та зображення богів. Ігри часто були пов'язані з тріумфами й перемогами, як-от перше відоме venatio у 186 до н. е.
Як релігійні церемонії, ludi спершу організовували священичі колегії, згодом — консули, а пізніше найбільше асоціювалися з обов'язками едилів. Незважаючи на державне фінансування, організатори часто витрачали особисті кошти, щоб підвищити популярність.
Після вбивства Юлія Цезаря у 44 до н. е. Брут організував Ludi Apollinares у намаганні здобути народну прихильність. Октавіан (майбутній Август) у відповідь провів Ludi Victoriae Caesaris — урочисті ігри, під час яких з'явилася «комета Цезаря», яку сприйняли як знак нового божественного статусу Цезаря. Август згодом започаткував нові ігри в межах своєї релігійної реформи, перетворивши публічні видовища на складову імперського культу.

## Ludi compitalicii
Ludi compitalicii («перехрестні ігри») — святкування, що влаштовували громади міських районів (vici) під час свята Компіталії — на честь богів Ларів. У пізній Республіці ігри відбувалися одночасно в різних частинах Риму.
У 67 до н. е. ці ігри супроводжувалися політичними заворушеннями, пов'язаними з судом над Манілієм та подіями навколо змови Катіліни. Унаслідок цього сенат заборонив їх у 64 до н. е.
У 58 до н. е. Клодій Пульхр відновив право на організацію свят. Його помічник Секст Клепій організував новорічні ігри ще до прийняття закону. Консул Пізон дозволив проведення, хоч заборона ще діяла. Цезар знову заборонив collegia та ludi в 46 до н. е.
У 7 до н. е. Август провів адміністративну реформу міста, створивши 265 районів, у межах яких ігри набули імперського характеру.

## Ludi circenses
Ludi circenses — ігри, що проводилися в Великому цирку. Основою були перегони колісниць, але також включали атлетичні змагання, полювання тощо. Вони відкривалися парадом, pompa circensis, і були частиною великих свят: Floralia, Ludi Romani, Ludi Plebeii.
У добу Імперії їх долучали до свят, де раніше їх не проводили. Вони також поширилися в провінціях, хоча зазвичай проходили без постійної інфраструктури.

## Перелік ігор

### Щорічні
- Ludi Megalenses (4–10 квітня) — започатковані у 204 до н. е. на честь Великої Матері богів (Magna Mater) в рамках свята Megalensia.
- Ludi Ceriales (12–19 квітня) — започатковані у 202 до н. е. на честь богині Керери, святкувалися разом зі святом Cerealia (12 квітня).
- Ludi Florales (28 квітня — 3 травня) — започатковані у 173 до н. е. на честь богині Флори, проводилися разом зі святом Floralia (1 травня), що мало атмосферу «архаїчної розкутості та пастушої оргії».
- Ludi Piscatorii (7 червня) — започатковані на честь бога річки Тібру (Tiberinus), ймовірно, організовані гільдією рибалок.
- Ludi Apollinares (6–13 липня) — започатковані у 211 до н. е. на честь Аполлона з метою заручитися його підтримкою у війні з Ганнібалом; з 208 до н. е. стали щорічними за постановою Сенату.
- Ludi Victoriae Caesaris (20–30 липня) — започатковані Юлієм Цезарем у 46 до н. е. з нагоди посвячення храму Венери як виконання обітниці після перемоги в битві при Фарсалі (48 до н. е.); стали щорічними за правління Августа.
- Ludi Romani (4–19 вересня у I ст. до н. е.; 12–15 вересня у IV ст. н. е.) — започатковані, імовірно, у VI ст. до н. е. на честь Юпітера або Лібера; спершу були нерегулярними, згодом стали щорічними.
- Ludi Triumphales (18–22 вересня) — започатковані на честь перемоги імператора Костянтина Великого над Ліцинієм у битві при Хризополі у 324 р. н. е.
- Ludi Augustales (3–12 жовтня) — започатковані у 14 р. н. е. після смерті Октавіана Августа як частина його посмертного культу; базувалися на святі Augustalia.
- Ludi Plebeii (4–17 листопада; спочатку — лише 13 листопада) — започатковані у 216 до н. е. плебеями, проводилися в цирку, зберігалися до IV ст. н. е.

### Нерегулярні або одноразові
- Ludi Capitolini — започатковані у 388 до н. е., відновлені імператором Доміціаном у 86 н. е.
- Ludi Actiaci — започатковані на честь перемоги Октавіана біля мису Акцій.
- Ludi Decennales — святкування 10-ї річниці римського імператора, започатковане Октавіаном Августом.
- Ludi Saeculares — так звані «вікові ігри», що проводилися раз на століття (наприклад, у 17 до н. е., 397 н. е.).
- Ludi Taurii — започатковані з кінними перегонами на честь підземних богів.
- Ludi Volcanalici — започатковані на честь бога Вулкана (23 серпня 20 до н. е.), після повернення римських прапорів з Парфії.